# The.Lost.Innocent
The.Lost.Innocent (estilizado como THE.LOST.INNOCENT) é o terceiro álbum da banda japonesa de rock Fanatic Crisis, lançado em 24 de fevereiro de 1999 pela gravadora For Life.
Os singles do álbum são "Rainy merry-go-round", "Hinotori", "beauties -beauty eyes-" e "Maybe true". Em 2019, Tsutomu Ishizuki, Kazuya e Shun se reuniram como uma subunidade da banda, chamada Fantastic Circus. Os singles do álbum foram incluídos no álbum de grandes êxitos Tenseism lançado pela subunidade em março de 2023.

## Recepção crítica
Em crítica a The.Lost.Innocent, CD Journal ressaltou que o álbum contém muitos sons digitais e cibernéticos, e que "as [canções] que não são singles definitivamente são mais interessantes."

## Desempenho comercial
Alcançou a sexta posição na Oricon Albums Chart, permanecendo por cinco semanas. Na Billboard Japan, alcançou a sétima posição. É o álbum mais vendido da banda, com cerca de 162,110 cópias vendidas.
Enquanto na história da banda "Maybe true" se concretizou como single de maior ranking na parada, "Hinotori" foi o mais vendido.

## Faixas
Todas as faixas escritas e compostas por Tsutomu Ishizuki, exceto onde notado. 
| N.º            | Título                                                 | Música                    | Duração |  |
| 1.             | "006.9"                                                |                           | 0:19    |  |
| 2.             | "Mobius Ring" (メビウスリング)                         |                           | 5:44    |  |
| 3.             | "Hinotori" (火の鳥)                                    | Tsutomu Ishizuki e Kazuya | 4:27    |  |
| 4.             | "B.R.E.E.Z.E"                                          |                           | 5:14    |  |
| 5.             | "Crazy for you"                                        | Tsutomu Ishizuki e Kazuya | 4:27    |  |
| 6.             | "Maybe true"                                           |                           | 4:48    |  |
| 7.             | "dear myself"                                          |                           | 4:06    |  |
| 8.             | "Masquerade in the Room"                               |                           | 4:51    |  |
| 9.             | "Ryuugu" (龍宮)                                        |                           | 4:23    |  |
| 10.            | "beauties -beauty eyes-"                               |                           | 4:34    |  |
| 11.            | "Rainy merry-go-round"                                 | Tsutomu Ishizuki e Shun   | 4:56    |  |
| 12.            | "Crawl"                                                | Tsutomu Ishizuki e Kazuya | 2:49    |  |
| 13.            | "Tsuki no Toriko" (月の虜)                             |                           | 7:10    |  |
| 14.            | "Unmei to Kanashi Sugiru Yokan" (運命と哀し過ぎる予感) |                           | 4:23    |  |
| 15.            | "[Kimi ga Iru Sekai]" ([キミガイルセカイ])             |                           | 7:34    |  |
| Duração total: | Duração total:                                         | Duração total:            | 69:45   |  |

## Ficha técnica
Fanatic Crisis
- Tsutomu Ishizuki − vocais
- Kazuya − guitarra solo
- Shun − guitarra rítmica
- Ryuji − baixo
- Tohru − bateria

Produção
- Yoshihiro Kambayashi - arranjo[1]